# Тибетський тер'єр
Тибетський тер'єр або тер'єр Тибетський (англ. Tibetan Terrier, Dhokhi Apso) — давня порода невеликих пастуших собак з розкішною шерстю і самостійною вдачею, виховуваних ламами у тибетських монастирях. Дала початок таким породам, як ши-цу, лхаса-апсо і тибетський спанієль.

## Історія породи
Тибетський тер'єр — порода, яка прийшли до нас з Тибету. Ці собаки розводилися ще дві тисячі років тому. Виводили їх в основному ченці як талісманів, ця порода собак носила статус священних тварин. Великих цуценят віддавали пастухам, а на маленьких була покладена відповідальна місія — охорона монастиря.
У 20-х роках XX століття англійський лікар Грейг проходив службу в Індії, де йому місцевими монахами був зроблений подарунок у вигляді кількох представників цієї породи. Лікаря вразила порода собак Тибетський тер'єр, тому після повернення на батьківщину Грейг продовжив розведення цих собак, а пізніше створив і розплідник.
Ця порода собак спочатку мала назву лхаса тер'єра, проте в 1930 році була зареєстрована як Тибетський тер'єр. Перша поява представників цієї породи на території США відноситься до 1956 року, а визнання породи в Американському клубі собаківництва, включивши його в племінну книгу, припадає на 1973 рік.
Деякі тер'єри Тибету досі використовуються як сторожові собаки та собаки-компаньйони, а також для розшуку предметів, що загубилися.
Порода визнана ANKC, CKC, KCGB, AKC, FCI.

## Екстер'єр
Зовні тибетський тер'єр — це невелика собака з пропорційною головою, відрізняються компактним і м'язистим корпусом квадратного формату, міцною шиєю, прямою спиною, короткою, злегка випуклим попереком, рівним крупом. У цієї породи собак міцні кінцівки з великими круглими лапами та високо посаджений хвіст середньої довжини, закинутий на спину великим кільцем і покритий довгою густою шерстю.
Висота у холці зазвичай становить 36-41 см, вага — 8-14 кг. Остевий волос рясний і тонкий, але не шовковистий та не схожий на овечий. Вуха висячі, V — образної форми, не дуже щільно прилягають до голови. Передні кінцівки стрункі; скакальні суглоби виражені добре. Живіт підтягнутий, поперек злегка куполоподібний; темні, виразні, великі очі. Зустрічаються такі різновиди забарвлення цієї породи: білий, сірий, бежевий (від золотистого до кремового), чорний, двоколірний або триколірний. До небажаних забарвлень, стандарт відносить шоколадний і яскраво-коричневий. Характерна особливість вигляду тибетського тер'єра — густа, рясна шерсть, що покриває його з ніг до голови. Вона не повинна бути шовковистою або звалюватися у шнури. Допускається хвилястість, але витися шерсть не має.

## Характер
Тибетський тер'єр — життєрадісна, весела і товариська тварина, ідеальна собака-компаньйон. Легко та швидко засвоює нові навички, добре піддається дресуванню. Хоч вони й не є істинними тер'єрами та ніколи не використовувалися для полювання, вони із задоволенням служать своєму господареві. Головна відмінна риса Тибетського тер'єра — працьовитість.
Вміє ладнати з дітьми та прекрасно підходить як сімейна собака. Але важливо розуміти, що у вихованні цуценяти знадобиться чимало терпіння та наполегливості, оскільки тибетський тер'єр за своєю природою дуже самостійне, вперте і норовливе створіння.
Тренувань не любить. Всі команди вчить з небажанням і працею. Віддає перевагу просто гуляти в парку чи сквері у своє задоволення.

## Здоров'я
Тибетський тер'єр, як і більшість домашніх тварин, схильний до інфекційних захворювань. Опис породи свідчить, що, попри велику витривалість і відмінне здоров'я, довгошерстим варто робити щорічні щеплення:
- Від чуми.
- Від лептоспірозу.
- Від вірусного гепатиту.
- Від парвовірусного ентериту.
- Від сказу.

До спадкових захворювань тер'єри не схильні, але періодично трапляються випадки: спадкової дисплазії тазостегнових суглобів, захворювання очей, невралгічні недуги.

## Догляд
Тибетський тер'єр — володар красивої густої шерсті, саме її догляду доведеться приділяти максимум часу. Необхідно мати масажну щітку з металевими зубами, металеві гребінці з досить довгими зубцями й ножиці. Дорослого пса розчісують один раз на тиждень, а цуценя можна чесати частіше, щоб він потроху звикав до цієї процедури. Якщо регулярно розчісувати, то шерсть зберігається чистою довгий час. Якщо ж вона забруднилася, то попередньо необхідно викупати собаку, а потім вже починати розчісування. Регулярна гігієна очей та вух, протирати повіки від зовнішнього куточка до внутрішнього ватним тампоном, змоченим у кип'яченій воді. Шерсть на лапах обов'язково зрізають врівень з подушечками, щоб кігті могли зчісуватися природним шляхом під час прогулянки.

## Галерея

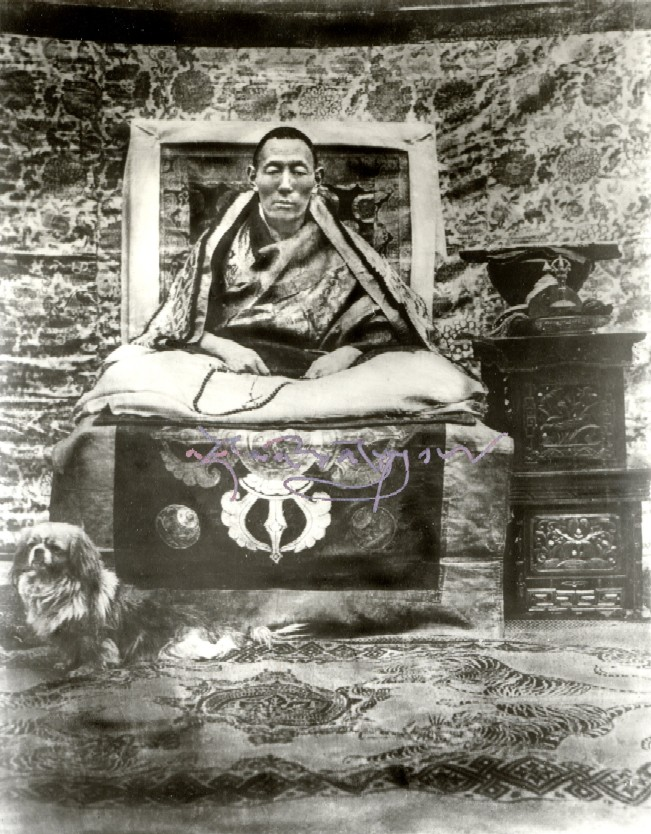
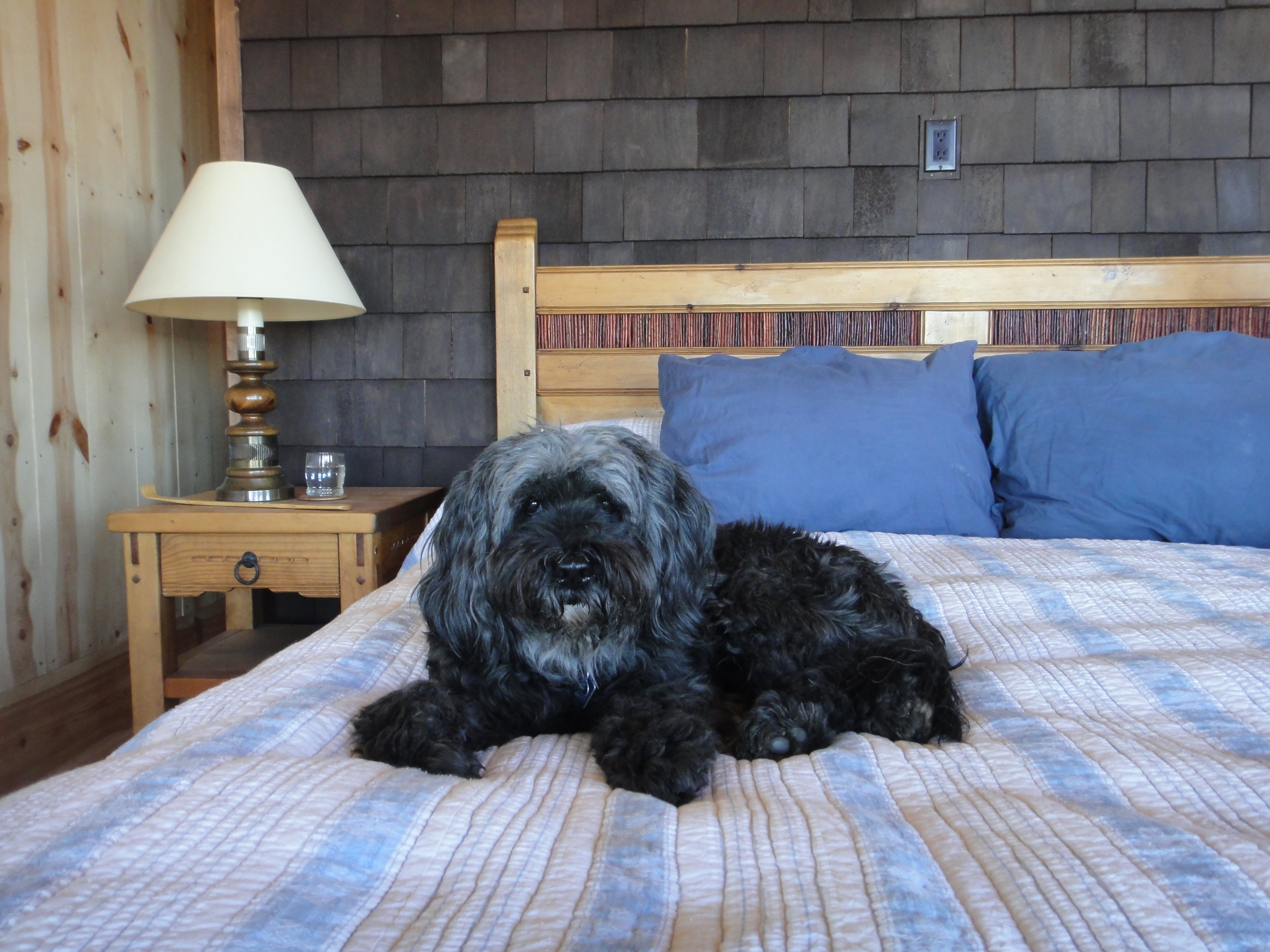
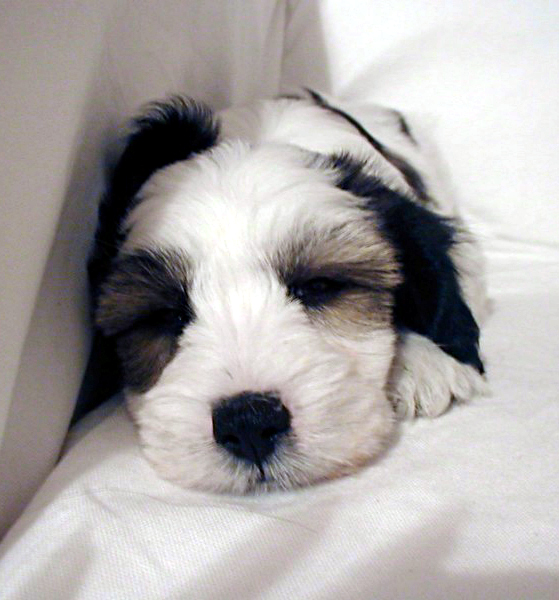
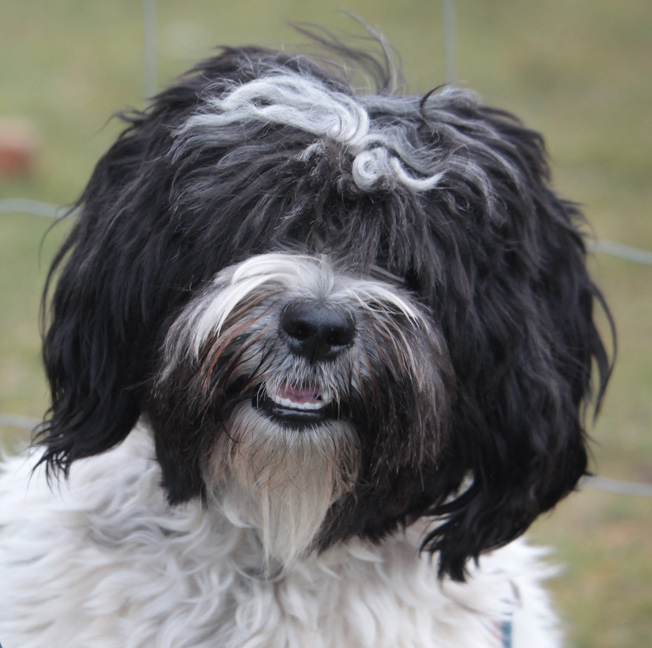
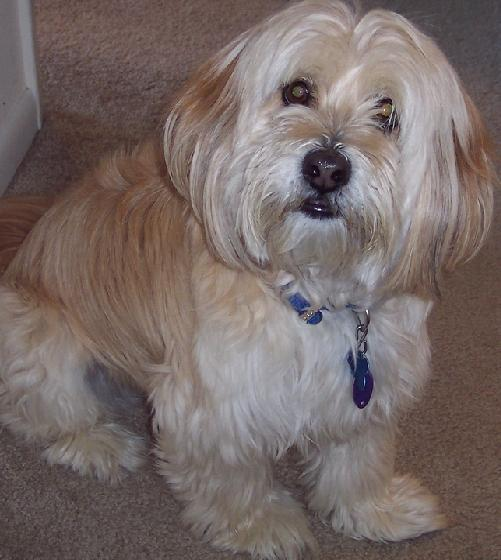
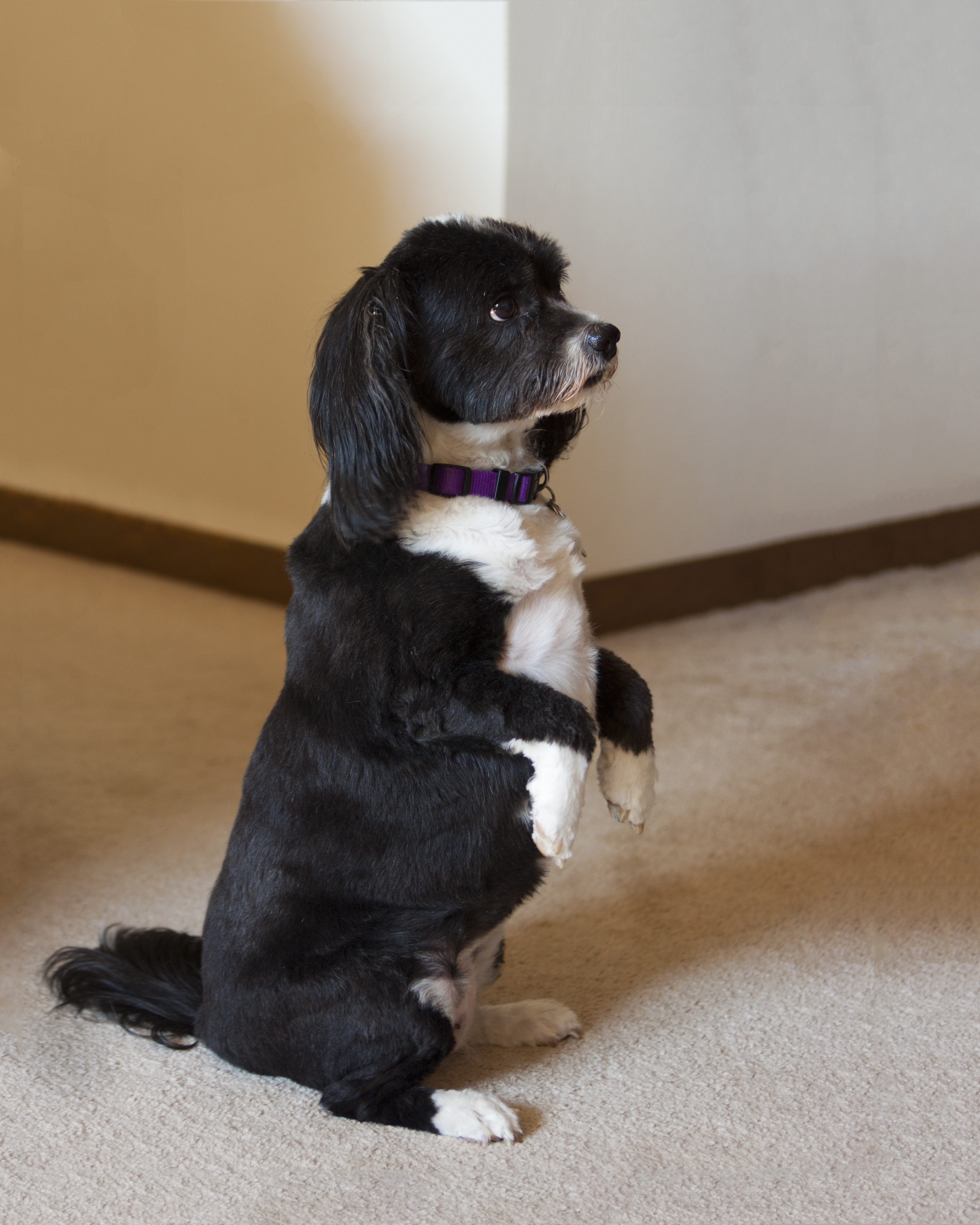
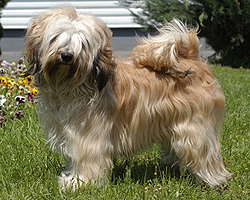